# 樽本照雄
樽本 照雄（たるもと てるお、1948年3月31日 - ）は、日本の中国文学者。専門は清末小説。妻は中国文学者澤田瑞穂の娘。 

## 人物
広島県広島市生まれ。1970年大阪外国語大学外国語学部中国語学科卒業、1972年大阪外国語大学大学院修士課程修了、大阪経済大学教養部助手。1979年同助教授、1986年同教授。1996年第6回蘆北賞受賞、1999年第9回蘆北賞受賞。2002年、大阪経済大学人間科学部教授。2003年「初期商務印書館研究」で、大阪外国語大学・博士（言語文化学）。2011年に大阪経済大学を退職、同大学名誉教授。
1977年から「清末小説研究会」を主宰。

## 著書

### 単著
- 『清末小説閑談』法律文化社 1983 (大阪経済大学研究叢書 ; 第11冊)
- 『清末小説論集』法律文化社 1992 (大阪経済大学研究叢書 ; 第20冊)
- 『清末小説探索』法律文化社 1998 (大阪経済大学研究叢書 ; 第34冊)
- 『清末小説叢考』汲古書院 2003 (大阪経済大学研究叢書 ; 第45冊)
- 『漢訳ホームズ論集』汲古書院 2006 (大阪経済大学研究叢書 ; 第52冊)

### 共編著
- 樽本照雄編『新編増補清末民初小説目録』齊魯書社 2002
- 樽本照雄著／陳薇監訳『清末小説研究集稿』齊魯書社 2006
- 樽本照雄著／李艶麗訳『林ジョ冤罪事件簿』商務印書館 2018

### 翻訳
- 上海のシャーロック・ホームズ 樽本照雄 編・訳 国書刊行会 2016 (ホームズ万国博覧会 ; 中国篇)

### 清末小説研究会から刊行
- 樽本照雄『清末小説きまぐれ通信』清末小説研究会 1986
- 樽本照雄編『新編清末民初小説目録』清末小説研究会 1997
- 樽本照雄『初期商務印書館研究』清末小説研究会 2000
- 南亭新著／樽本照雄編『増注官場現形記』清末小説研究会 2002 (清末小説研究資料叢書 ; 2)
- 樽本照雄編『日本清末小説研究文献目録』清末小説研究会 2002 (清末小説研究資料叢書 ; 1)
- 樽本照雄編『樽本照雄著作目録 1』清末小説研究会 2003 (清末小説研究資料叢書 ; 3)
- 樽本照雄編『官場現形記資料』清末小説研究会 2003 (清末小説研究資料叢書 ; 4)
- 樽本照雄編『清末小説研究ガイド 2005』清末小説研究会 2004 (清末小説研究資料叢書 ; 8)
- 樽本照雄編『老残遊記資料』清末小説研究会 2004 (清末小説研究資料叢書 ; 6)
- 樽本照雄『初期商務印書館研究』清末小説研究会 2004
- 樽本照雄編『中国近現代通俗文学史索引』清末小説研究会 2004 (清末小説研究資料叢書 ; 7)
- 樽本照雄編『清末小説研究論』清末小説研究会 2005 (清末小説研究資料叢書 ; 9)
- 樽本照雄『商務印書館研究論集』清末小説研究会 2006
- 樽本照雄『漢訳アラビアン・ナイト論集』清末小説研究会 2006
- 樽本照雄編『阿英『晩清小説史』ほか索引』清末小説研究会 2007 (清末小説研究資料叢書 ; 10)
- 樽本照雄『清末翻訳小説論集』清末小説研究会 2007
- 樽本照雄編『清末小説研究ガイド 2008』清末小説研究会 2008 (清末小説研究資料叢書 ; 11)
- 樽本照雄『林[ジョ]冤罪事件簿』清末小説研究会 2008
- 樽本照雄『林[ジョ]研究論集』清末小説研究会 2009
- 樽本照雄編『商務印書館研究文献目録』清末小説研究会 2010 (清末小説研究資料叢書 ; 13)